# Active Sourcing
Active Sourcing ist ein Konzept des Personalwesens, das in der Personalbeschaffung eingesetzt wird. Active Sourcing steht für alle Maßnahmen der Identifizierung vielversprechender Mitarbeiter auf dem externen Arbeitsmarkt, bei denen das Unternehmen aktiv versucht, in persönlichen Kontakt mit potenziellen Bewerbern und Mitarbeitern zu treten und eine dauerhafte Beziehung zu den Bewerbern aufzubauen. Ziel ist es, die Bewerber so lange durch den persönlichen Kontakt zu binden, bis sie rekrutiert werden können. Die Bindung verhindert dabei das Abwandern der Talente während der Rekrutierungsphase zu Wettbewerbern. Demgegenüber stehen eher traditionelle, passiv ausgerichtete Methoden der Personalgewinnung, bei denen Recruiter eher passiv auf eingesandte Bewerbungen warten.

## Funktionsweise des Active Sourcing
Active Sourcing weist in der Herangehensweise Parallelen zu den Methoden der Personalberatung auf. Es wird gezielt untersucht, wo sich Zielpersonen aufhalten, z. B. in Wettbewerbsunternehmen und auf Kongressen. Identifizierte Personen werden kontaktiert. Dies kann sowohl offline als auch online über Social Media geschehen. Die Talente werden beim Active Sourcing strukturiert in einem Talent Pool gesammelt, damit die Recruiter einen ständigen Überblick über die Bewerberanzahl, deren Daten, Status und Kontaktverlauf haben. Ein verbreitetes Instrument des Active Sourcing ist das Mitarbeiterempfehlungsprogramm.

## Vorteile des Active Sourcing
Durch Active-Sourcing-Maßnahmen können auch passive Kandidaten erreicht werden. So haben Unternehmen die Möglichkeit, die Talente spezifisch zu entdecken. Außerdem kann beim Personalbedarf direkt auf den Talent Pool zurückgegriffen werden. Arbeitgeber müssen die Suche so nicht von vorne starten und sparen Zeit. Auch der Kostenfaktor spielt eine Rolle, da beispielsweise das Schalten einer Stellenausschreibung bei diesem Konzept entfällt.

## Nachteile des Active Sourcing
Bedingt durch die notwendigerweise gründliche Recherche nimmt Active Sourcing mehr Zeit in Anspruch, als andere Konzepte des Personalwesens. Ferner besteht die Gefahr, dass sich der Kandidat durch die Kontaktaufnahme belästigt fühlt und so ein schlechtes Licht auf das Unternehmen geworfen wird.